# Venera 9
Venera 9 (ryska: Венера-9) var den första av den tyngre generationens sovjetiska rymdsonder vars uppdrag var att undersöka Venus genom att fotografera planeten i ultraviolett ljus och genomföra andra vetenskapliga undersökningar. Designad för sitt ändamål blev Venera 9 först med att runda Venus omloppsbana och att överföra bilder från planetens yta. Den 20 oktober 1975 hade Venera 9 delat sig i sina två delar, en som skulle landa på Venus och en som skulle fortsätta runt i Venus omloppsbanan. 22 oktober, samma år, landade Veneras landare på Venus med en hastighet på 10,7 km/h.

## Mätningar
För att klara av sitt uppdrag hade landaren blivit utrustad med bland annat en termometer, barometer, vindmätare, nefelometer, accelerometer och ett bildsystem för att kunna ta panoramabilder med en vinkel på 360 grader. Dock lyckades Venera 9 aldrig ta en panoramabild med den vinkeln eftersom locket på en av kamerorna inte kunde tas av, istället blev det en panorama bild med en vinkel på 180 grader. (NASA, 2014-05-23) Den 2300 kg (vid inträde av Venus omloppsbana) tunga rymdbilen gjorde flertal mätningar med endast solceller som energikälla (NASA, 2014-05-23)(EDN, 2014-05-23). Venera 9 var också utrustad med en spektrometer för att mäta gammastrålning.
Under sin tid på Venus mätte Venera 9 storleken på moln, kemikalier i dess atmosfär som till exempel brom, jod, fluorvätesyra och klorvätesyra. Temperatur och trycket mättes också för att få en större förståelse för planeten. Trycket på Venus mättes till 90 gånger större än på jorden och yttemperaturen mättes till 460°C.

### Fotnoter
1. ↑  ”NASA Space Science Data Coordinated Archive” (på engelska). NASA. https://nssdc.gsfc.nasa.gov/nmc/spacecraft/display.action?id=1975-050A. Läst 26 mars 2020.
2. ↑  ”NASA Space Science Data Coordinated Archive” (på engelska). NASA. https://nssdc.gsfc.nasa.gov/nmc/spacecraft/display.action?id=1975-050D. Läst 26 mars 2020.
3. 1 2  NASA:s hemsida Arkiverad 13 maj 2017 hämtat från the Wayback Machine., Sökord: Venera 9, 2014-05-23
4. ↑  EDN:s hemsida Sökord: Venera 9, 2014-05-23